# Marie Samuelsson
Marie Samuelsson, född 1956, är en svensk tonsättare.

## Utbildning
Marie Samuelsson studerade komposition 1987–1995 vid Kungliga Musikhögskolan i Stockholm (KMH) för bland andra Daniel Börtz, Sven-David Sandström och Pär Lindgren. Hon har i olika sammanhang hållit seminarier om sitt komponerande och undervisar i komposition, bland annat som gästprofessor på Kungl. Musikhögskolan 2008–2009 och sedan hösten 2015 - våren 2021 som lektor i komposition på KMH. Hon invaldes som ledamot av Kungliga Musikaliska Akademien 2005 och satt i dess styrelse samt var 2012–2013 vice preses i Kungliga Musikaliska Akademien. Hon har vid sidan av ett intensivt komponerande haft en mängd förtroendeuppdrag i musiklivet och arbetat som redaktör och programledare.

## Yrkesliv
Höjdpunkter, konserter och musik under 2000-talet
År 2001 vann hon som enda svensk uttagningen till Stage d'été, en vidareutbildning i datorkomposition på Ircam (Institut de recherche et coordination acoustique/musique) i Paris.
År 2007 spelades nitton av Marie Samuelssons verk på en fyra dagars tonsättarfestival på Konserthuset i Stockholm. 
Tre cd-album med Marie Samuelssons musik finns utgivna; Kärlekstrilogin, Daphne records, 2019. Solgudinnan, Myran, 2014. Air Drum, Phono Suecia, 2003.
- Lufttrumma II spelades på kammarensemblens 20-årsjubileum 2004 med dirigent Frank Ollu och framfördes även av New European Ensemble på festivalen Svensk Musikvår.
- I am – are You? och hornkonserten Hornet i Blåsten har spelats på konserter i Brasilien, USA och Sverige med hornisten Sören Hermansson.
- I vargens öga med saxofonisten Jörgen Pettersson och Signal med Stockholms Saxofonkvartett har spelats på konserter och festivaler världen över.
- Soloverket Ö och violinkonserten Bastet Solgudinnan har violinisten Anna Lindal framfört med Norrköpings Symfoniorkester, i Helsingfors Stadsorkester och på festivalen i Stockholms Konserthus.
- Sorgestråk beställdes och uruppfördes av Ensemble Caput med dirigent David Curtis i Reykjavik.
- Elvahundratjugograder har Mats Olofsson, cello, haft med på turné Sverige, på festivalen Stockholms Konserthus samt på Båstad Kammarmusikfestival 2021.
- Fear and Hope åkte på turné i Europa med Orkester Norden.
- Flow uruppfördes av KammarensembleN och spelades också av Orchestrutopica med dir Cesário Costa i Portugal.
- Flygande linjer och dån har framförts av Snyko i Frankrike och Stockholm med dirigenten Mats Rondin samt av Helsingborgs Symfoniorkester, dirigent Andrew Manze.
- Lufttrumma III uruppfördes i SVT med Sveriges Radios Symfoniorkester samt spelades i Gävle Konserthus, med Göteborgs Symfoniker och med Norrköpings Symfoniorkester samt på Schaubühne Lindenfels, Leipzig i Tyskland med MDR-Sinfonieorchester, Kristjan Järvi som dirigent, 2018.
- Singla beställdes till festivalen i Stockholms Konserthus och framfördes även där 2014.
- Fantasia i Cirkel har uruppförts i Sound of Stockholm av Pärlor för Svin och spelades på Khimaira, Stockholm och i Göteborg. Under 2015–2016 komponerade Samuelsson en kärlekstrilogi för orkester på sammanlagt 40 minuter.
- Afrodite – Fragment av Sapfo, med Kärlekstrilogi – nr. 1, en sambeställning, uruppfördes med Katija Dragojevic mezzosopran av Sveriges Radios Symfoniorkester och spelades även med Göteborgs symfoniorkester, dirigent Mei-Ann Chen.
- Ett nytt barn av oändlighet - Kärlekstrilogi – nr. 2 klarinettkonsert uruppfördes av Malmö Symfoniorkester med Johnny Teyssier klarinett och dirigent Marc Soustrot i Malmö Live och med dirigent Sarah Ioannides, Andreas Sundén på klarinett, till albumet The Love Trilogy. Eroseffekt och Solidaritet Kärlekstrilogi – nr. 3, Nordiska Kammarorkesterns beställning, uruppfördes och spelades på två konserter av Tacoma Symphony Orchestra i Gig Harbor och Tacoma, USA, alla konserter med dirigenten Sarah Ioannides.
- I horisonter uruppfördes på Svensk Musikvår med Trio Lindgård, Rodrick, Öquist,
- Förnimmelser framfördes på Museum of Modern Art av New Juilliard Ensemble med dirigent Joel Sachs.
- Fem Årstider för stråkorkester och ljudfil, med dikter av Mimmi Palm, uruppfördes på Östersjöfestivalen i Berwaldhallen, under Båstad Kammarmusikfestival och i Växjö, 2017.
- Förnimmelser för tre blåsare och fyra stråkar uruppfördes på Hesselby kammarmuskfestival 2016.

Marie Samuelssons första helaftonsopera var Jorun orm i öga 2013 med librettot av Kerstin Ekman. Den andra, Scener ur ett polyamoröst äktenskap, hade premiär 2021 med operagruppen Man Must Sing och musiker ur Gageego. Samuelsson har samarbetat med poeten Magnus William-Olsson i det musikdramatiska Talkörer, körverket Den Natten, radioverket Dig Speglad samt i I am – Are You? för horn och band.
Aktuella verk är Läten för ny tid  (2021)  till Jubileum 30 år för Norrlandsoperans symfoniorkester, Patrik Ringborg dirigent och 2019 Brandnäva, duokonsert för gitarr, violin och orkester med Gävle Symfoniorkester, Christian Karlsen dirigent, Jacob Kellermann gitarr och Catharina Chen violin. Brandnäva nr. 2 Duo är sprunget ur Brandnäva duokonsert. Anders Lagerqvist, fiol och Jacob Kellermann gitarr uruppförde duon i Eskilstuna, Musik i Sörmland 2021 och på Samtida Musiks konsert 2022, festivalen Svensk Musikvår. The Sound Over the Sea beställt av The Sound Ensemble 2022 och dirigent Bobby Collins uruppfördes live i Classical Radio Station KING och på National Nordic Museum i Seattle, USA samt 2023 av KammarensembleN på Svensk Musikvår. 2023 uruppfördes Lejonet med Ars Nova, körverket En ängel skjuter ifrån med text av Mimmi Palm och Vokalgruppen VoNo, på cello Mattias Rodrick samt Varierad improvisation kring Diabellis vals till pianisten Mats Janson.  
I november 2023 erhöll Marie Samuelsson Sveriges främsta tonsättarpris Stora Christ Johnson Priset för Brandnäva dubbelkonsert för gitarr, violin och orkester.  

## Priser och utmärkelser
- 2008 – Stims Atterbergpris
- 2011 – Tonsättarpriset till Bo Wallners minne
- 2016 – Ingvar Lidholm-priset[5]
- 2023  - Stora Christ Johnson Priset, Sveriges främsta Tonsättarpris

## Verk i urval

### Orkesterverk
- Ahead för orkester (1992)
- Troll för ungdomssymfoniorkester (1993)
- Magica de Hex för orkester (1994)
- Rotationer för stråkorkester (1997/2003)
- Lufttrumma III för orkester (1999)
- Fear and Hope för orkester (2006)
- Singla för orkester (2007)
- Flygande linjer och dån för orkester (2008)
- Afrodite, Fragment av Sapfo, Kärlekstrilogi – nr 1 för orkester och mezzosopran (2015)
- Eroseffekt och Solidaritet, Kärlekstrilogi – nr 3 (2016)
- Fem Årstider för stråkorkester (2017)
- Läten för ny tid (2021)

### Konserter
- Bastet Solgudinnan för violin och orkester (2004)
- Hornet i blåsten för horn och orkester (2010)
- Ett nytt barn av oändlighet: Till mina söner, Kärlekstrilogi – nr 2 för klarinett och orkester (2015)
- Brandnäva dubbelkonsert för gitarr, violin och orkester (2019)

### Kammarorkester
- Magica de Hex för kammarensemble och cellosolo (1993)
- Flow för kammarorkester (2000)
- Sorgestråk för kammarorkester (2005)
- The Sound Over the Sea (2021)

### Kammarmusik
- Tornet i Hanoi nr 1 för 2 slagverkare (1988)
- Katt: Nio liv för blåsarkvintett (1989)
- Tornet i Hanoi nr 2 för 5 slagverkare (1990)
- Signal för saxofonkvartett (1991)
- Lufttrumma I för altsax, piano och slagverk (1993)
- Lufttrumma II för flöjt, klarinett, slagverk, harpa och kontrabas (1994)
- Krom för brasskvintett (1994)
- Pingvinkvartett för flöjt, violin, cello och piano (1996)
- Sirén för saxofonkvartett (1996)
- I vargens öga för saxofon och ljudmedia (1997)
- I am – are You? för horn och soundmedia (2001)
- Ö för violinsolo (2002)
- Skuggspel för oboe och slagverk (2005)
- Elvahundratjugo grader för cellosolo och tape (2006)
- Komposition-Improvisation för 2 saxofoner (2007)
- Sjörök under Stockholms broar (2009) stråkkvartett
- Alive för violinsolo (2010)
- Fanfar till livet!  för 9 brass instrument (2010)
- Fantasia i cirkel för flöjt, violin, cello och piano (2011)
- Någon lär sig flyga för klarinettsolo (2012)
- Two lives för violinduo (2013)
- Förnimmelser, septett (2016)
- I horisonter, trio (2018)
- Brandnäva nr. 2 Duo (2021)
- Piece to Anders from Marie (2021)
- Lejonet (2023)
- Varierad improvisation kring Diabellis vals (2023)

### Vokalmusik
- Andra platser för alt, cello och slagverk till text Magnus William-Olsson (1989)
- Luftsång för sopran, 2 altar och slagverk (1994)
- Talkörer för 5 sångare och 2 skådespelare till text Magnus William-Olsson (2002)
- Varför skulle jag inte tro på kärleken? till text Magnus William-Olsson (2014)

### Körmusik
- Den natten för blandad kör till text Magnus William-Olsson (1990–1991)
- Talkörer för 12 sångare och 2 skådespelare till text av Magnus William-Olsson (2007)
- Fred för barnkör (2022)
- En ängel skjuter ifrån (2023)

### Verk för scenen/Opera
- Solo ur Golek, musik till en dansföreställning för soloröst (1981)
- Det brinnande, musik till en dansföreställning för stråkkvartett (1998)
- Från Indien till Mars, musik till en dansföreställning för stråkkvartett med gitarrimprovisationer (1990–1991)
- Jorum Orm i Öga helaftonsopera libretto Kerstin Ekman (2013)
- Scener ur ett polyamoröst äktenskap, helaftonsopera (2021)

### Elektroakustisk musik
- Dig Speglad, en onomatopoetisk cykel för röst, slagverk, violin, cello och elektronik  till text Magnus William-Olsson (1995)
- Landskap efter Verlaine (1996)
- Myon sång (1998)
- Passage II mixed media till grafik, foto och text Josef Doukkali (2016)